# Akari Ogata
Akari Ogata –en japonès, 緒方 亜香里, Ogata Akari– (Uki, 24 de setembre de 1990) és una esportista japonesa que va competir en judo, guanyadora de dues medalles al Campionat Mundial de Judo, plata en 2011 i bronze el 2010. Als Jocs Asiàtics de 2010 va aconseguir una medalla de plata.

## Palmarès internacional
| Campionat del món | Campionat del món         | Campionat del món | Campionat del món |
| Any               | Lloc                      | Medalla           | Categoria         |
| ----------------- | ------------------------- | ----------------- | ----------------- |
| 2010              | Tòquio ( Japó)            | 3                 | –78 kg            |
| 2011              | París ( França)           | 2                 | –78 kg            |
| Jocs Asiàtics     |                           |                   |                   |
| Any               | Lloc                      | Medalla           | Categoria         |
| 2010              | Canton ( R.P. de la Xina) | 2                 | –78 kg            |